# Vorkouta (rivière)
Ne doit pas être confondu avec Vorkouta.
La Vorkouta est une rivière située au nord-est de la Russie européenne en République des Komis. C'est un affluent de la rivière Oussa. 